# جوزيف مكنمارا
جوزيف مكنمارا (بالإنجليزية: Joseph McNamara)‏ هو سياسي أمريكي، ولد في 7 سبتمبر 1950 في بروفيدنس في الولايات المتحدة. حزبياً، نشط في الحزب الديمقراطي.